# Salko Hamzić
Salko Hamzić (* 17. September 2006 in Salzburg) ist ein österreichisch-bosnischer Fußballtorwart.

## Karriere

### Verein
Hamzić begann seine Karriere beim UFC Siezenheim. Im Dezember 2015 wechselte er zum SV Austria Salzburg. Im Februar 2019 wechselte er in die Jugend des FC Red Bull Salzburg. Bei den Salzburger durchlief er dann ab der Saison 2020/21 auch sämtliche Altersstufen in der Akademie.
Im Mai 2023 stand der Tormann erstmals im Kader des zweitklassigen Farmteams FC Liefering, kam aber noch nicht zum Einsatz. Zur Saison 2023/24 rückte er fest in den Lieferinger Kader. Sein Debüt in der 2. Liga gab er dann im September 2023, als er am siebten Spieltag jener Saison gegen den SV Stripfing in der Startelf stand. Bis zum Ende der Saison kam er zu acht Zweitligaeinsätzen.
Im Februar 2024 erhielt Hamzić einen bis 2027 laufenden Profivertrag bei Red Bull. Im August 2024 stand er anschließend gegen den FC Twente Enschede erstmals im Profikader der Salzburger.

### Nationalmannschaft
Hamzić debütierte nach seiner Einbürgerung im November 2023 gegen Finnland für die österreichische U-18-Auswahl.